# Liste der Biografien/Polt
Liste der Biografien |
Portal Biografien |
Personensuche
# |
A |
B |
C |
D |
E |
F |
G |
H |
I |
J |
K |
L |
M |
N |
O |
P |
Q |
R |
S |
T |
U |
V |
W |
X |
Y |
Z |
?
 
Pa |
Pc |
Pe |
Pf |
Ph |
Pi |
Pj |
Pk |
Pl |
Pm |
Pn |
Po |
Pr |
Ps |
Pt |
Pu |
Pv |
Pw |
Py
 
Poa |
Pob |
Poc |
Pod |
Poe |
Pof |
Pog |
Poh |
Poi |
Poj |
Pok |
Pol |
Pom |
Pon |
Poo |
Pop |
Por |
Pos |
Pot |
Pou |
Pov |
Pow |
Pox |
Poy |
Poz
 
Pola |
Polc |
Pold |
Pole |
Polf |
Polg |
Polh |
Poli |
Polj |
Polk |
Poll |
Polm |
Poln |
Polo |
Pols |
Polt |
Polu |
Polv |
Polw |
Poly |
Polz
Die Liste der Biografien führt alle Personen auf, die in der deutschsprachigen Wikipedia einen Artikel haben. Dieses ist eine Teilliste mit 55 Einträgen von Personen, deren Namen mit den Buchstaben „Polt“ beginnt.

## Polt
- Pölt von Pöltenberg, Ernst (1808–1849), ungarischer Revolutionsgeneral
- Polt, Gerhard (* 1942), bayerischer KabarettistGerhard Polt (* 1942)

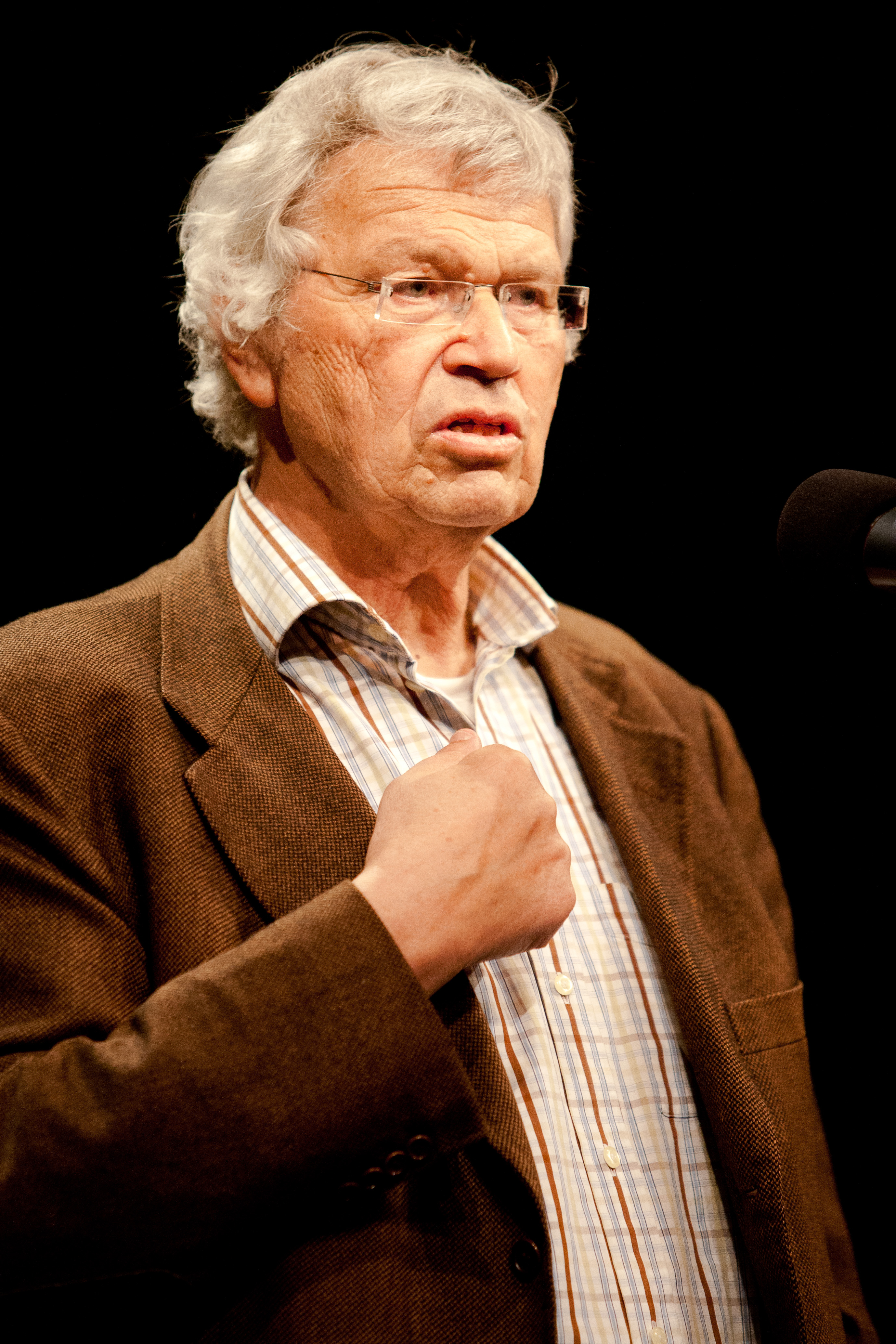
Gerhard Polt (* 1942)

- Pölt, Klara (1862–1926), österreichische Schriftstellerin
- Polt, Roman (1926–2008), österreichischer Jazzmusiker
- Polt-Heinzl, Evelyne (* 1960), österreichische Literaturwissenschaftlerin und -kritikerin

### Polta
- Polta, Peter (* 1967), deutscher Kommunalpolitiker (parteilos), Landrat des Landkreises Heidenheim
- Poltaranin, Alexei (* 1987), kasachischer Skilangläufer
- Poltaranina, Olga (* 1987), kasachische Biathletin
- Poltawat Jantasri (* 1990), thailändischer Fußballspieler
- Poltawez-Ostrjanyzja, Iwan (1890–1957), ukrainischer Politiker und Kosakenführer
- Poltawska, Walentyna (* 1971), ukrainische Marathonläuferin
- Półtawska, Wanda (1921–2023), polnische Psychiaterin und KZ-Überlebende
- Poltawtschenko, Georgi Sergejewitsch (* 1953), russischer Gouverneur von Sankt Petersburg

### Polte
- Polte, Andreas (* 1958), deutscher Jazzmusiker und Musikjournalist
- Polte, Eugen (1849–1911), deutscher Ingenieur und Unternehmer in der Maschinenbau- und Rüstungsindustrie, Erfinder
- Polte, Friedrich (1911–1947), deutscher SS-Obersturmbannführer und Kriegsverbrecher
- Polte, Jörg (* 1954), deutscher Fußballspieler, der Zweitligafußball in der DDR bestritt (1973–1978)
- Polte, Kerstin (* 1975), deutsche Regisseurin und Drehbuchautorin
- Polte, Marvin (* 1976), deutscher Volleyball- und Beachvolleyballspieler
- Polte, Paul (1877–1952), deutscher Bildhauer und Restaurator
- Polte, Paul (1905–1985), deutscher Arbeiterdichter
- Polte, Wilhelm (* 1938), deutscher Politiker (SPD), MdV, MdL
- Polter, Sebastian (* 1991), deutscher FußballspielerSebastian Polter (* 1991)

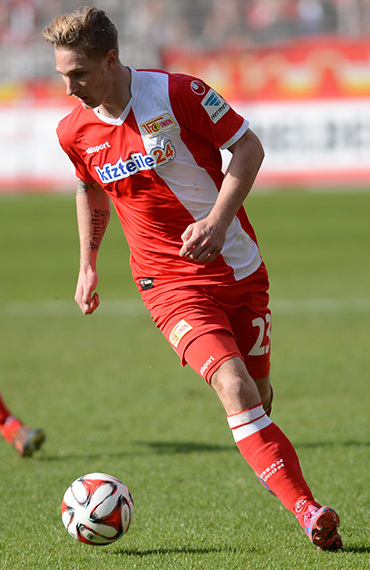
Sebastian Polter (* 1991)

- Poltera, Gebhard (1923–2008), Schweizer Eishockeyspieler
- Poltera, Ulrich (1922–1994), Schweizer Eishockeyspieler
- Polterauer, Hans (* 1958), österreichischer Zeichner
- Polterauer, Peter (* 1945), österreichischer Gefäßchirurg
- Polterovich, Iosif (* 1974), kanadischer Mathematiker
- Polterovich, Leonid (* 1963), israelischer Mathematiker und Hochschullehrer
- Polterowitsch, Wiktor Mejerowitsch (* 1937), russischer Ökonom

### Polth
- Polth, Michael (* 1962), deutscher Musiktheoretiker und Hochschullehrer
- Polthier, Konrad (* 1961), deutscher Mathematiker
- Polthier, Konrad Wilhelm (1930–2016), deutscher Autor und Herausgeber von Fachliteratur über Sicherheitstechnik und Brandschutz
- Polthier, Wilhelm (1892–1961), deutscher Bibliothekar und Historiker

### Polti
- Polti Santillán, Francisco (* 1938), argentinischer Geistlicher, emeritierter Bischof von Santiago del Estero
- Poltiniak, Kurt (1908–1976), deutscher Karikaturist und Illustrator

### Poltl
- Pöltl, Erich (1942–2021), österreichischer Landespolitiker (ÖVP)
- Pöltl, Jakob (* 1995), österreichischer BasketballspielerJakob Pöltl (* 1995)

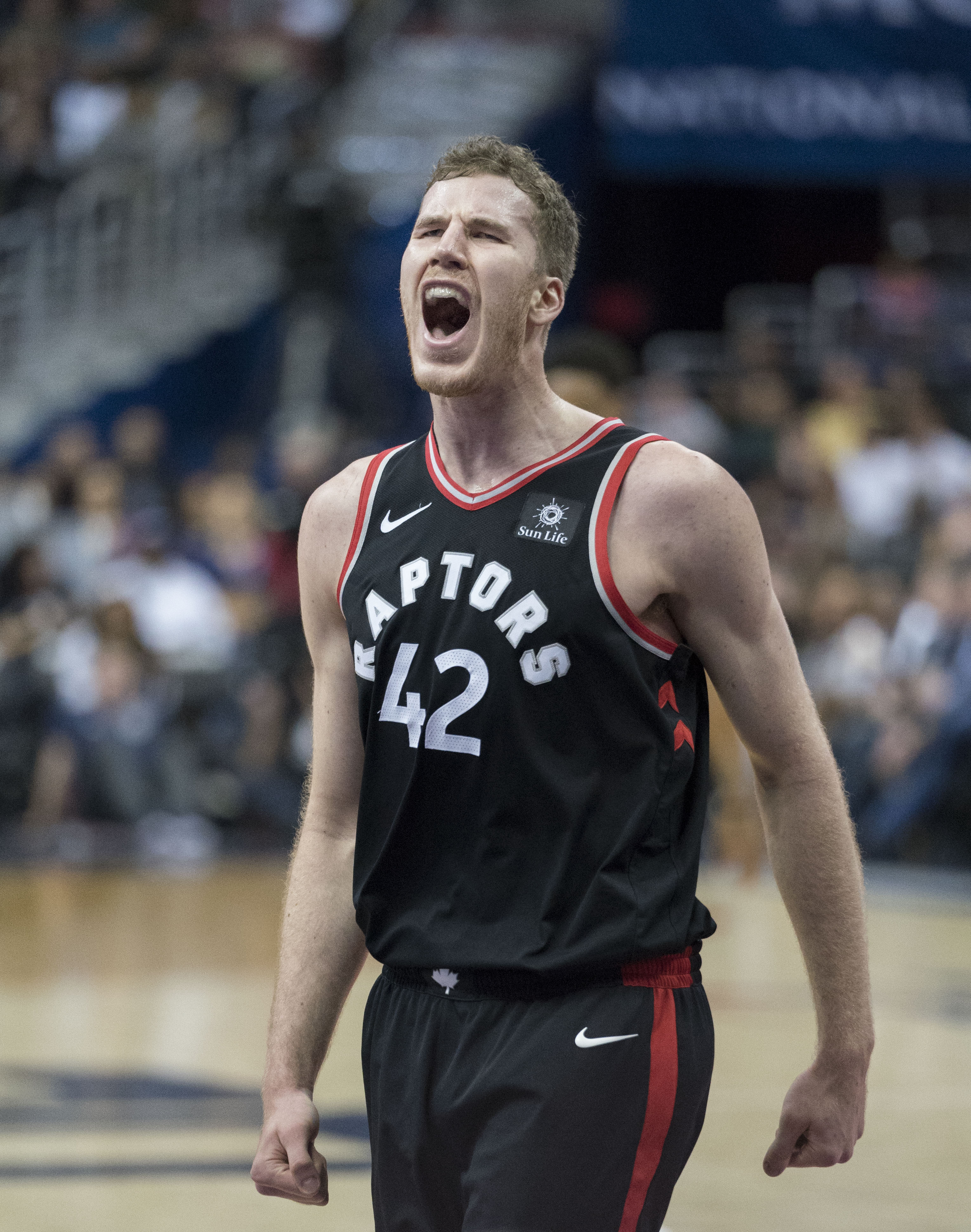
Jakob Pöltl (* 1995)

- Pöltl, Jennifer (* 1993), österreichische Fußballspielerin
- Pöltl, Joachim (* 1953), deutscher Hornist und Professor an der Robert Schumann Hochschule Düsseldorf
- Pöltl, René (* 1967), deutscher Jurist und Politiker (parteilos, Freie Wähler)

### Poltn
- Pöltner, Günther (* 1942), österreichischer Philosoph und Hochschullehrer
- Pöltner, Walter (* 1952), österreichischer Jurist, Spitzenbeamter und Politiker
- Poltnigg, Alois (1871–1914), österreichischer Stadtbaumeister und Politiker, Landtagsabgeordneter

### Polto
- Poltorak, Arkadi (1916–1977), sowjetischer Journalist und Autor
- Półtorak, Nina (* 1971), polnische Juristin
- Poltorak, Stepan (* 1965), ukrainischer Offizier und Politiker
- Poltorazkaja, Agafokleja Alexandrowna (1737–1822), russische Unternehmerin und Steuerpächterin
- Poltorazki, Alexander Markowitsch (1766–1839), russischer Metallurg
- Poltorazki, Mark Fjodorowitsch (1729–1795), russischer Opernsänger und Hofkapellmeister
- Poltorazkyj, Serhej (* 1947), sowjetischer Gewichtheber

### Poltr
- Poltronieri, Alberto (1892–1983), italienischer Violinist und Musikpädagoge
- Poltrot, Jean de (1537–1563), französischer Edelmann (Angoumois)
- Poltrum, Konstantin (* 1994), deutscher Handballspieler
- Poltrum, Martin (* 1970), österreichischer Philosoph, Psychotherapeut, Lehrtherapeut und Hochschullehrer